# Снарядный шок

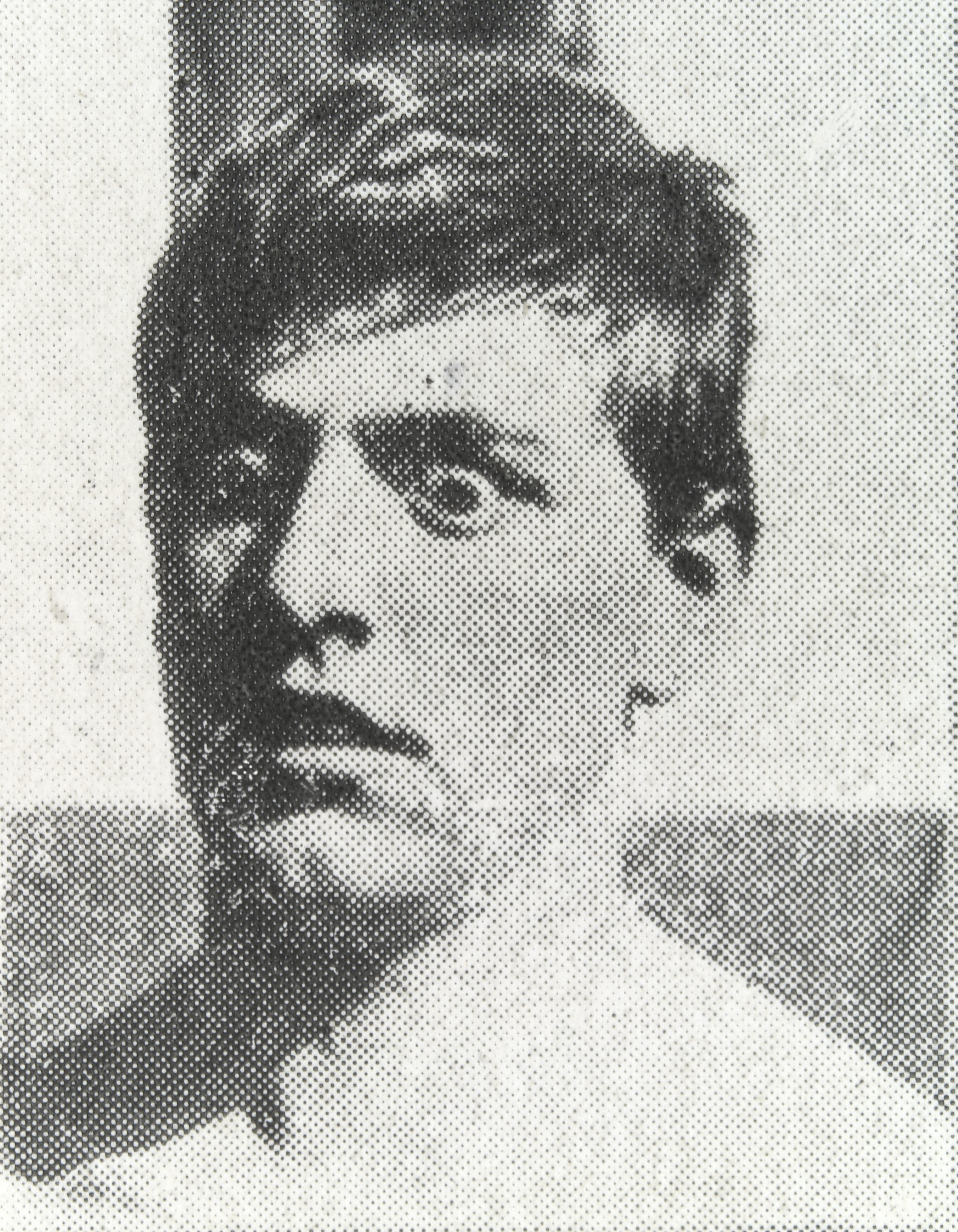
Характерные признаки снарядного шока: ошеломлённое выражение лица и неподвижный, застывший взгляд

Снарядный шок — термин, созданный английским психиатром Ч. С. Майерсом в период Первой мировой войны для описания посттравматического стрессового расстройства, возникающего у участников боевых действий (в эту эпоху ещё не существовало термина «посттравматическое стрессовое расстройство»). Термин «снарядный шок» в первую очередь относился к психологическим травмам, возникшим в результате артиллерийских атак. «Снарядный шок» также может быть психологической реакцией на ситуацию бомбардировки или участие в бою. Он выражается в ощущении беспомощности, паники, желании убежать, или неспособности нормально рассуждать, ходить или говорить. Также может наблюдаться бессонница.
 
В своих исследованиях Майерс определил отличия между неврологическим расстройством вследствие контузии от разрыва снаряда и психологическим «снарядным шоком». Майерс также обнаружил сходство между военными невротическими расстройствами и диссоциативными расстройствами. В одном из исследований ветеранов Первой мировой войны, страдающих от синдрома, названного «тревожное сердце», была измерена частота сердечных сокращений до и после предъявления испытуемым стимулов, похожих на звук взрыва и вспышки пламени во время бомбардировок. В этом исследовании ветераны с синдромом «тревожное сердце» демонстрировали увеличение частоты сердечных сокращений при предъявлении стимула, чего не наблюдалось у ветеранов контрольной группы. Майерсу удалось добиться создания центров реабилитации рядом с линией фронта, в дальнейшем этот принцип неотложной помощи был также использован в американской армии.
Хотя обычно «снарядный шок» считается формой посттравматического стрессового расстройства, в дальнейшем было выяснено, что при этом синдроме также могут наблюдаться органические повреждения мозга, вызванные взрывами. Если интенсивность воздействия взрыва невысока, то в первый момент состояние мозга кажется нормальным, но впоследствии в мозгу развиваются воспалительные процессы, нарушающие его функционирование.